# Глен-Гед (Нью-Йорк)
Глен-Гед (англ. Glen Head) — переписна місцевість (CDP) в США, в окрузі Нассау штату Нью-Йорк. Населення — 4837 осіб (2020).

## Географія
Глен-Гед розташований за координатами 40°50′42″ пн. ш. 73°37′5″ зх. д. / 40.84500° пн. ш. 73.61806° зх. д. (40.844923, -73.618024).  За даними Бюро перепису населення США в 2010 році переписна місцевість мала площу 4,24 км², уся площа — суходіл.

## Демографія
Згідно з переписом 2010 року, у переписній місцевості мешкало 4697 осіб у 1718 домогосподарствах у складі 1320 родин. Густота населення становила 1107 осіб/км².  Було 1784 помешкання (420/км²).
Расовий склад населення:
| - 91,8 % — білих - 3,4 % — азіатів - 0,9 % — чорних або афроамериканців - 0,1 % — корінних американців - 2,3 % — осіб інших рас |

До двох чи більше рас належало 1,5 %. Частка іспаномовних становила 8,1 % від усіх жителів.
За віковим діапазоном населення розподілялося таким чином: 23,5 % — особи молодші 18 років, 58,5 % — особи у віці 18—64 років, 18,0 % — особи у віці 65 років та старші. Медіана віку мешканця становила 44,6 року. На 100 осіб жіночої статі у переписній місцевості припадало 92,1 чоловіків;  на 100 жінок у віці від 18 років та старших — 86,3 чоловіків також старших 18 років.
Середній дохід на одне домашнє господарство  становив 137 377 доларів США (медіана — 108 333), а середній дохід на одну сім'ю — 155 123 долари (медіана — 121 801). Медіана доходів становила 86 250 доларів для чоловіків та 65 375 доларів для жінок. За межею бідності перебувало 1,9 % осіб, у тому числі 0,0 % дітей у віці до 18 років та 5,3 % осіб у віці 65 років та старших.
Цивільне працевлаштоване населення становило 2211 осіб. Основні галузі зайнятості: освіта, охорона здоров'я та соціальна допомога — 33,2 %, науковці, спеціалісти, менеджери — 16,0 %, фінанси, страхування та нерухомість — 12,5 %.